# Schwert (Heraldik)

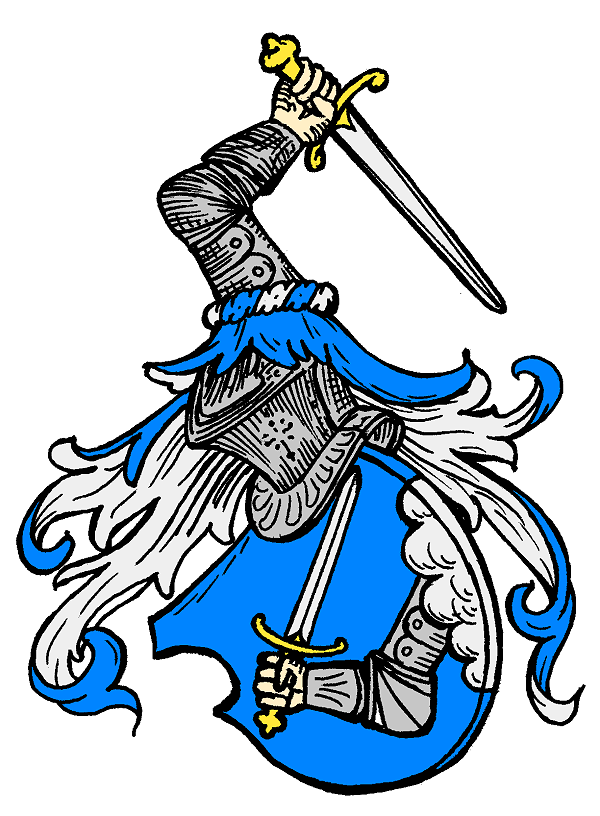
Schwert in Wappen und Helmzier

Das Schwert ist in der Heraldik eine beliebte gemeine Figur. Dabei gibt es vielfältige Möglichkeiten, Schwerter in Wappen darzustellen.

## Merkmale
Viele Formen und Darstellungen von Schwertern sind im Wappen möglich. Die jeweiligen Ausprägungen der verschiedenen Merkmale müssen durch die Blasonierung (Beschreibung) präzisiert werden.
- Anzahl: Häufig werden ein oder zwei Schwerter dargestellt.
- Ausrichtung:

- Bei einer Waffe kann diese in alle 8 Richtungen zeigen. Falls nicht anders angegeben wird die Spitze nach oben vorausgesetzt.
- Bei zwei Waffen werden diese als Schragen gekreuzt oder als christliches Kreuz im Wappen abgebildet. Auch werden andere Wappenbilder mit dem Schwert gekreuzt.

Bei der Blasonierung werden folgende Merkmale gemeldet:
- Die Lage des Schwertes (Spitze nach oben, unten, rechts, links; schräglinks),
- die Ausführung der verschiedenen Schwertteile:

- der Klinge: Tingierung („Farbe“) und  (Falls nichts angegeben wird, wird die Farbe Gold vorausgesetzt.)
- der Parierstange,
- des Griffes und
- des Knopfes der Parierstange: Tingierung und Form, zum Beispiel: rund, kleeblattförmig, zweizinkig.

- Flammung: Die Schneide im Allgemeinen kann geflammt sein. Das ist entweder die Darstellung mit echten, aus der Schneide hervorbrechenden Flammen oder einer flammenden Klinge, einer gewellten Klinge, heraldisch ein Flammenschwert.

Weiteres Zubehör:
- Scheide: Neben dem Schwert an sich, kann nur die Schwertscheide auch im Wappen dargestellt sein.
- Schwerthalter: Gelegentlich wird das Schwert von einem Arm oder einem Wappentier (Schildhalter) gehalten. Die Klinge ist vorwiegend in Silber, zumindest aber vom anderen Teil der Waffe farblich abgesetzt.

## Ähnliche gemeine Figuren
Für die gemeine Figur Säbel und Degen trifft das hier genannte ebenfalls zu. Der Degen ist besonders in der modernen Heraldik bevorzugt. Heraldiker unterscheiden durch die ovale Parierstange den Degen vom Stoßdegen mit runder Ausführung. Die besonderen Formen der realen Waffen finden sich auch vermehrt in den Wappen der Region, also türkischer Säbel in den türkischen Wappen, oder in ungarischen und moldauischen Wappen den Tatarensäbel.

## Armatur
In der Wappenkunst können Schwerter als beliebtes aber übermäßiges Wappenzubehör vor, hinter oder neben dem Schild angeordnet sein. Dies wird als Armatur bezeichnet.

## Einsatz als Attribut
Da das Schwert auch ein Attribut von Heiligen und Märtyrern ist, wird es auch stellvertretend für solche Stadtheilige eingesetzt.
Einige Heilige mit Schwert als Attribut sind Barbara, Fabianus, Michael, Paulus von Tarsus, Petrus von Verona und Stanislaus.
Beispiele
| Stadt       | Heiliger          | Wappen |
| ----------- | ----------------- | ------ |
| Martinstein | Martin von Tours  |        |
| Essen       | Cosmas und Damian |        |

## Der Begriff „Schwertseite“
Der Begriff Schwertseite bestimmt die linke (heraldisch rechte) Seite des Wappens, da beim Tragen des Schildes das Schwert in der rechten Hand gehalten wird. In Ehewappen ist die heraldisch rechte Seite mit dem Wappen des Vaters oder mit dem der Großmutter väterlicherseits belegt.

## Galerie und Blasonierungen

zwei goldene Schwerter mit silbernem Beschlag, schräggekreuzt
aufgerichtetes Schwert in verwechselten Farben
schräglinkes goldenes (gelbes) Schwert
Redendes Wappen von Schwerte, (Blasonierung unbekannt)
goldener Löwe, der sich mit den beiden Vorderpranken ein silbernes Schwert durch das Maul stößt
rotes Flammenschwert mit schwarzem Griff
(Blasonierung unbekannt)
schräg gekreuzt zwei goldene Flammenschwerter
Mit Schlüssel gekreuzt.